# Amber Benson
Amber Nicole Benson (Birmingham, 8 gennaio 1977) è un'attrice, scrittrice, regista e produttrice cinematografica statunitense. 
È conosciuta soprattutto per il ruolo di Tara Maclay nella serie TV Buffy l'ammazzavampiri, e ha anche diretto, prodotto e interpretato nei suoi film Chance (2002) e Lovers, Liars & Lunatics (2006). Ha anche co-diretto il film Drones con il collega Adam Busch, membro del cast di Buffy.

## Biografia

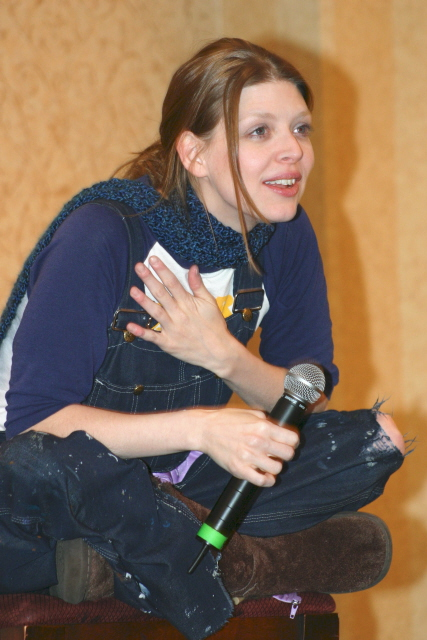
Amber Benson nel 2005

Si è fatta conoscere al grande pubblico grazie al telefilm Buffy l'ammazzavampiri, in cui compare dalla quarta stagione con il personaggio di Tara Maclay, fidanzata di Willow (Alyson Hannigan) e strega come lei. In seguito ha recitato nel film The Prime Gig insieme a Vince Vaughn, Ed Harris e Julia Ormond.
Cresciuta in Alabama studiando danza classica, la Benson ha fatto parte della compagnia di bambini dell'Alabama Ballet. Da quando si è trasferita a Los Angeles ha preso parte a numerose produzioni televisive e film.
Oltre che nel film The Prime Gig, la Benson recita nel controverso Don's Plum, insieme a Leonardo DiCaprio, Marissa Ribisi e Tobey Maguire.
La lista dei film in cui ha recitato include anche Mariti imperfetti (Bye Bye Love), Crimini immaginari (Imaginary Crimes), S.F.W., La ragazza della porta accanto (The Crush) e il lungometraggio che ha visto il suo debutto, il film di Steven Soderbergh Piccolo grande Aaron (King Of The Hill), che ha ricevuto ottime critiche.
In televisione la Benson è apparsa in Promises Land, Craker, Partners, Cold Case e nei film televisivi della serie di Jack Reed.
Oltre che attrice, la Benson è anche regista, scrittrice e cantante. Come regista ha realizzato due film indipendenti, di cui è anche interprete, sceneggiatrice, regista e produttrice: Chance (2002) e Lovers, Liars and Lunatics (2006). Inoltre si è occupata della regia dei cartoni animati tratti da Ghost of Albion, una serie di romanzi che sta scrivendo insieme a Christopher Golden.
Oltre a questa serie di romanzi e alle sceneggiature dei suoi film, Amber ha scritto anche alcune sceneggiature per fumetti.
Come cantante Amber Benson non ha mai inciso un intero disco tutto suo però ha realizzando un mini-cd, con due sue canzoni originali, venduto insieme ad un'action figure del personaggio di Tara, per finanziare il suo secondo film indipendente.
Amber ama l'arte e la musica, ed è una fan del cantante Jeff Buckley. Attualmente risiede a Los Angeles, California, ed è fidanzata col collega Adam Busch, conosciuto sul set di Buffy l'Ammazzavampiri.
Amber è molto attiva a livello cinematografico ed è ormai un'attrice di film indipendenti affermata, nonché sceneggiatrice di molti degli stessi; dopo la sua esperienza omosessuale nel ruolo di Tara in "Buffy", Amber ha lavorato in molti film sul tema dell'omosessualità, tra cui Desire Will Set You Free (2015).
Nel 2011 Amber ha recitato nel decimo episodio dell'unica stagione televisiva della serie televisiva statunitense Ringer. Sempre nel 2011, la Benson è comparsa nel settimo episodio della settima stagione di Grey's Anatomy.
Nel 2017 scrive un libro intitolato Star and Marco's Guide to Mastering Every Dimension, basato sulla serie animata Marco e Star contro le forze del male, pubblicato da Disney Press il 7 marzo 2017.

## Filmografia

### Cinema
- La ragazza della porta accanto (The Crush), regia di Alan Shapiro (1993)
- Piccolo, grande Aaron (King of the Hill), regia di Steven Soderbergh (1993)
- Crimini immaginari (Imaginary Crimes), regia di Anthony Drazan (1994)
- Mariti imperfetti (Bye Bye Love), regia di Sam Weisman (1995)
- Don's Plum, regia di R.D. Robb (1995)
- Giovani, pazzi e svitati (Can't Hardly Wait), regia di Harry Elfont e Deborah Kaplan (1998)
- Chance, regia di Amber Benson (2002)
- The Killing Jar - Situazione critica (The Killing Jar), regia di Mark Young (2010)
- L'alba di un vecchio giorno (Another Harvest Moon), regia di Greg Swartz (2010)
- Desire Will Set You Free, regia di Yony Leyser (2015)

### Televisione
- Terra promessa (Promised Land) – serie TV, episodio 3x09 (1998)
- Buffy l'ammazzavampiri (Buffy the Vampire Slayer) – serie TV, 47 episodi (1999-2002)
- Cold Case - Delitti irrisolti (Cold Case) – serie TV, episodio 1x16 (2004)
- The Inside – serie TV, episodio 1x10 (2006)
- Supernatural – serie TV, episodi 2x03-6x19 (2006-2011)
- Private Practice – serie TV, episodio 2x18 (2009)
- Grey's Anatomy – serie TV, episodio 7x07 (2010)
- Ringer – serie TV, episodio 1x10 (2011)

## Scrittura

### Libri

#### Ghosts of Albion
- Astray (con Christopher Golden. Subterranean Press, 2004)
- Legacy (con Christopher Golden. Breve storia, disponibile sul sito della BBC)
- Accursed (con Christopher Golden. Del Rey, 2005)
- Witchery (con Christopher Golden. Del Rey, 2006)

#### Calliope Reaper-Jones
- Death's Daughter (24 febbraio 2009)
- Cat's Claw (23 febbraio 2010)
- Serpent's Storm (22 febbraio 2011)
- How to be Death (28 febbraio 2012)
- The Golden Age of Death (26 febbraio 2013)

#### The Witches of Echo Park
- The Witches of Echo Park (6 gennaio 2015)
- The Last Dream Keeper (5 gennaio 2016)
- The End of Magic (16 maggio 2017)

#### Altri libri
- The Seven Whistlers (con Christopher Golden, 2006)
- Star and Marco's Guide to Mastering Every Dimension (con Dominic Bisignano, Disney Press, 2017)

### Fumetti

#### Buffy the Vampire Slayer
- WannaBlessedBe (Willow & Tara con Christopher Golden. 2003)
- Wilderness (con Christopher Golden)
- "The Innocent" in Tales of the Slayers

#### Altri fumetti
- Shadowplay #1–4 (con Ben Templesmith. 2005)
- Among the Ghosts (con Sina Grace, illustratore. Agosto 2010)

### Altri media
- Illusions (con Christopher Golden. Funzione animata, diretta da Benson, disponibile sul sito web della BBC)
- The Ghosts of Albion Roleplaying Game (con Timothy S. Brannan e Christopher Golden. Eden Studios, 2007)

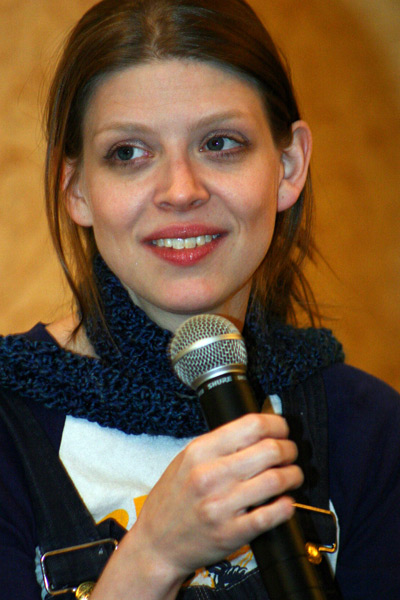
Amber Benson nel 2005

## Discografia
- Buffy The Vampire Slayer: Once More With Feeling, Musical episode "La vita è un musical", (2002)
  - Under Your Spell
  - Where Do We Go From Here (Buffy)

## Doppiatrici italiane
Nelle versioni in italiano delle opere in cui ha recitato, Amber Benson è stata doppiata da:
- Georgia Lepore in Buffy L'ammazzavampiri (st. 6), Inguaribili romantici
- Alessia Amendola in Cold Case - Delitti irrisolti, S.F.W. - So Fucking What
- Laura Lenghi in Grey's Anatomy, Supernatural  (ep. 2x03)
- Sabrina Duranti in Buffy L'ammazzavampiri (st. 4-5)
- Monica Bertolotti in Ringer
- Antonella Baldini in Supernatural (ep. 6x19)
- Cinzia Villari in Private Practice
- Claudia Pittelli in Mariti imperfetti
- Alida Milana in La ragazza della porta accanto
- Jolanda Granato in Crimini immaginari
- Barbara De Bortoli in The Inside
- Anna Charlotte Barbera in The Griddle House